# Isole africane
Le  Isole africane sono isole appartenenti alla regione africana.

## Mar Mediterraneo

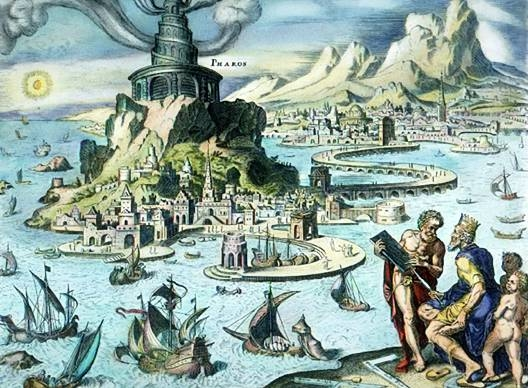
Il faro di Alessandria in un'illustrazione di Maarten van Heemskerck.

### Egitto

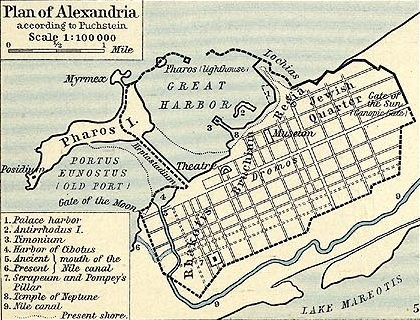
Mappa del porto di Alessandria con l'isola di Faro

Egitto
- Isola del Faro di Alessandria
- Isola di Nelson

### Marocco
Marocco
- Peregil

### Tunisia
Tunisia
- Djerba
- Kerkennah
  - Chergui
  - Gharbi
- La Galite
  - La Galite
  - Galitone-Le Galiton (galitoni dell'ovest)
  - Aguglia-La Fauchelle (galitoni dell'ovest)
  - Gallo (galitoni dell'est)
  - Gallina (galitoni dell'est)
  - Pollastro (galitoni dell'est)
- Zembra
  - Zembretta

## Mar Rosso

### Egitto
Egitto
- Isola del Faraone
- Isola di Sanafir (contesa con Arabia Saudita)
- Isola di Tiran (contesa con Arabia Saudita)

### Eritrea
Eritrea
- Isole Dahlak
  - Dahlak Kebir
  - Dissei
  - Nocra
  - Nora

## Oceano Indiano

Mappa topografica Grande Comore

### Comore
Comore
- Grande Comore
- Anjouan
- Mohéli

### Kenya
Kenya
- Lamu
  - Lamu
  - Manda
  - Pate

### Madagascar
Madagascar
- Banco del Geyser (Isola contesa con Francia e Comore)
- Île Sainte-Marie (nota anche come Nosy Boraha)
- Nossi-Bé
- Nosy Hara
- Nosy Iranja
- Nosy Kivongy
- Nosy Komba
- Nosy Mangabe
- Nosy Tanikely

### Mauritius
Mauritius
- Isola di Mauritius
- Isola di Rodrigues
- Isole Agaléga
- Saint Brandon

### Seychelles
Seychelles

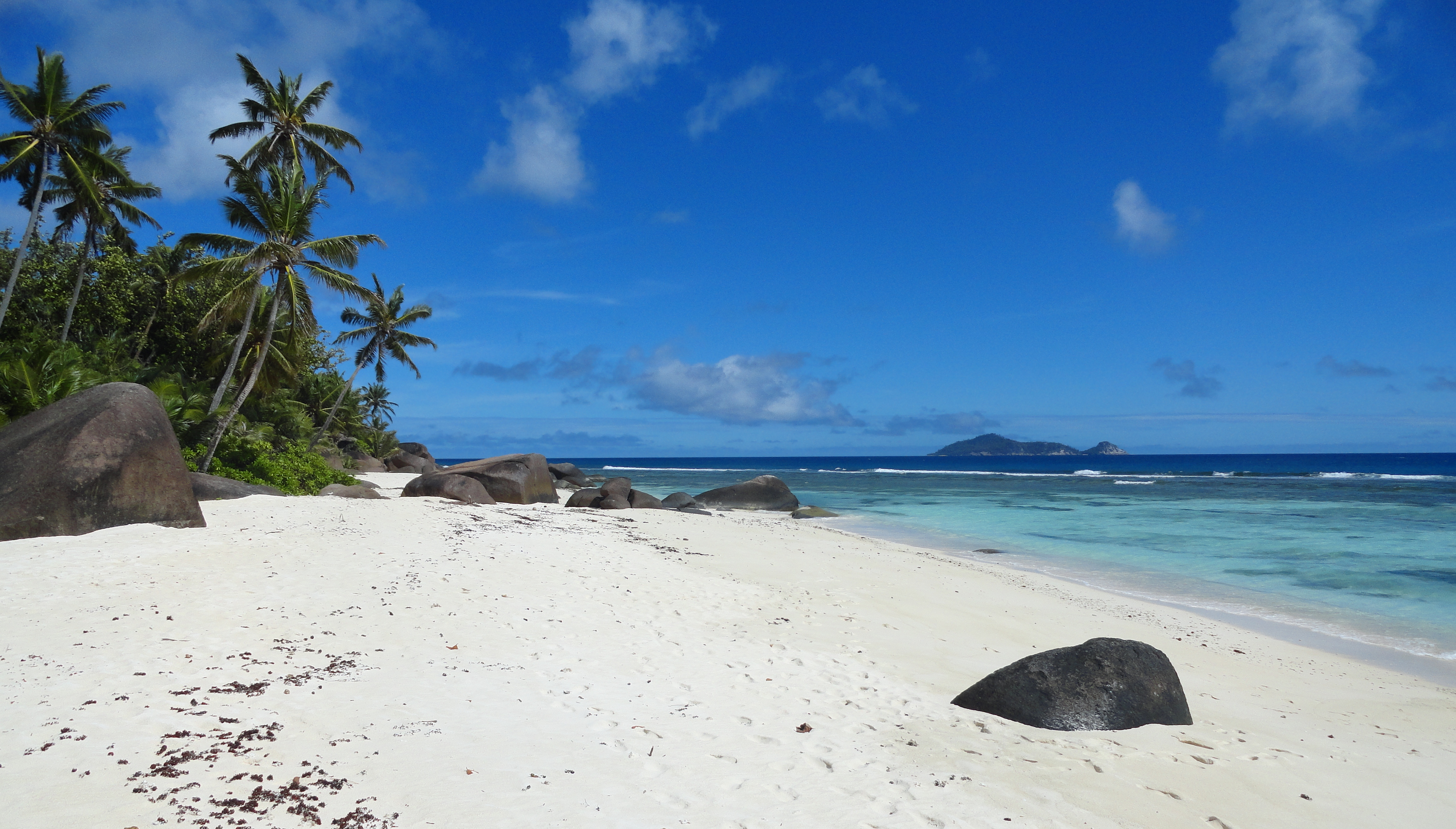
Silhouette, Seychelles

Le Isole Interne comprendono 42 isole per una superficie totale di 243,7 km², il 54% delle Seychelles, e più del 98% della popolazione del paese.
- Isole Interne:
  - La Digue
  - Félicité
  - Marianne
  - Grande Soeur
  - Petite Soeur
  - Ile aux Cocos
  - Ile la Fouche
  - Silhouette
  - Ile du Nord
  - Les Mamelles
  - Ile aux Récifs
  - Fregate
  - L'Ilot
  - Ile aux Vaches
  - Vache Marine
  - Chauve Souris
  - Roche Canon
  - Les Trois Dames
  - Cocos Dans Trou
  - Bird Island
  - Ile Denis (Denis Island)
  - Mahé
  - Praslin (Seychelles)
  - Sainte Anne
  - Ile Ronde
  - Moyenne Island
  - Therese
  - Roche Tortue
  - Ile Du Suete
  - Conception
  - Ile Hodoul
  - Coco Dans Milieu
  - Ile Longue
  - Ile Malice
  - L'Islette
  - Roche Bouquet
  - Baleise Island
  - Beacon Island
  - Roche Grande Maman
  - Cousin
  - Cousine
  - Zave
  - Aride
  - Ile Seche
  - Ile Cachee
  - Cerf Island
  - Ile Aux Rats
  - Souris
  - Capucins
  - Ile De La Police
  - Ilot Lascar
  - Grosse Roche
  - Reclaimed Island
  - Grande Rocher
  - Anonyme Island
  - Curieuse
  - Saint Pierre
  - Faon
  - Bastille Island
  - Bonhomme Island
  - Bonnefemme Island
  - Lazare Islet
  - Grosse Roche
  - L'Amour Island
  - Ile Consolation
  - Matelot Island
  - Maquereau Island
  - Roche Du Sud
  - Takamaka Island
  - Ile Madge
  - Pointe Cocos
  - Ile Zanguille
  - Kittery Island
  - Parasole Island
  - Ile De La Farine
  - Ilot Capitaine
  - Severe Island
  - Cabris Island
  - Roche Babri
  - Cipaille Island
  - Caimant Island
  - Bonne Carre Island
  - Brizare Rock
  - Brule

- Isole Esterne:

Isole Esterne, Gruppo Corallino Meridionale, Seychelles

  - Île Plate (Gruppo Corallino Meridionale)
  - Coëtivy (Gruppo Corallino Meridionale)
- Amirantes:
  - Rémire
  - D'Arros
  - Desroches
  - Sand
  - Etoile
  - Boudeuse
  - Marie-Louise
  - Desnoeufs
- African Banks:
  - Bancs Africains
  - Ile du Sud
- Atollo di San Giuseppe:
  - St. Joseph
  - Ile aux Fouquets
  - Resource
  - Petit Carcassaye
  - Grand Carcassaye
  - Benjamin
  - Bancs Ferrari
  - Chiens
  - Pélicans
  - Vars
  - Residence Island
  - Ile Paul
  - Banc de Sable
  - Bancs aux Cocos
  - Ile aux Poules
- Atollo di Poivre:
  - Poivre
  - Florentin
  - Ile du Sud
- Alphonse and St. François Atolls:
  - Alphonse Island
  - Bijoutier
  - St François
- Farquhar Group
- Farquhar Atoll:
  - Ile du Nord
  - Ile du Sud
  - Manahas Nord
  - Manahas Milieu
  - Manahas Sud
  - Ile aux Goëlettes
  - Lapins
  - Ile du Milieu
  - Déposés
  - Bancs de Sable
- Providence Atoll:
  - Providence
  - Bancs Providence
  - St. Pierre
  - Cerf Island
- Aldabra Group
- Aldabra Atoll:
  - Grande Terre
  - Picard
  - Polymnie
  - Malabar
  - Ile Michel
  - Ile Esprit
  - Ile aux Moustiques
  - Ilot Parc
  - Ilot Emile
  - Ilot Yangue
  - Ilot Magnan
  - Ile Lanier
  - Champignon des Os
  - Euphrates Islet
  - Grand Mentor
  - Grand Ilot
  - Green Rock
  - Gros Ilot Gionnet
  - Gros Ilot Sésame
  - Heron Rock
  - Hide Island
  - Ile aux Aigrettes
  - Ile aux Cèdres
  - Iles Chalands
  - Ile Fangame
  - Ile Héron
  - le Michel
  - Ile Suacco
  - Ile Sylvestre
  - Ile Verte
  - Ilot Déder
  - Ilot du Sud
  - Ilot du Milieu
  - Ilot du Nord
  - Ilot Dubois
  - Ilot Macoa
  - Ilot Marquoix
  - Ilots Niçois
  - Ilot Salade
  - Middle Row Island
  - Noddy Rock
  - North Row Island
  - Petit Mentor
  - Petit Mentor Endans
  - Petits Ilots
  - Pink Rock
  - South Row Island
  - Table Ronde
- Atollo di Cosmoledo:
  - Menai
  - Ile du Nord
  - Ile Nord-Est
  - Ile du Trou
  - Goëlettes
  - Grand Polyte
  - Petit Polyte
  - Grand Ile (Wizard)
  - Pagode
  - Ile du Sud-Ouest
  - Ile aux Moustiques
  - Ile Baleine
  - Ile aux Chauve-Souris
  - Ile aux Macaques
  - Ile aux Rats
  - Ile du Nord-Ouest
  - Ile Observation
  - Ile Sud-Est
  - Ilot la Croix
  - Astove Island
  - Assumption Island

### Tanzania

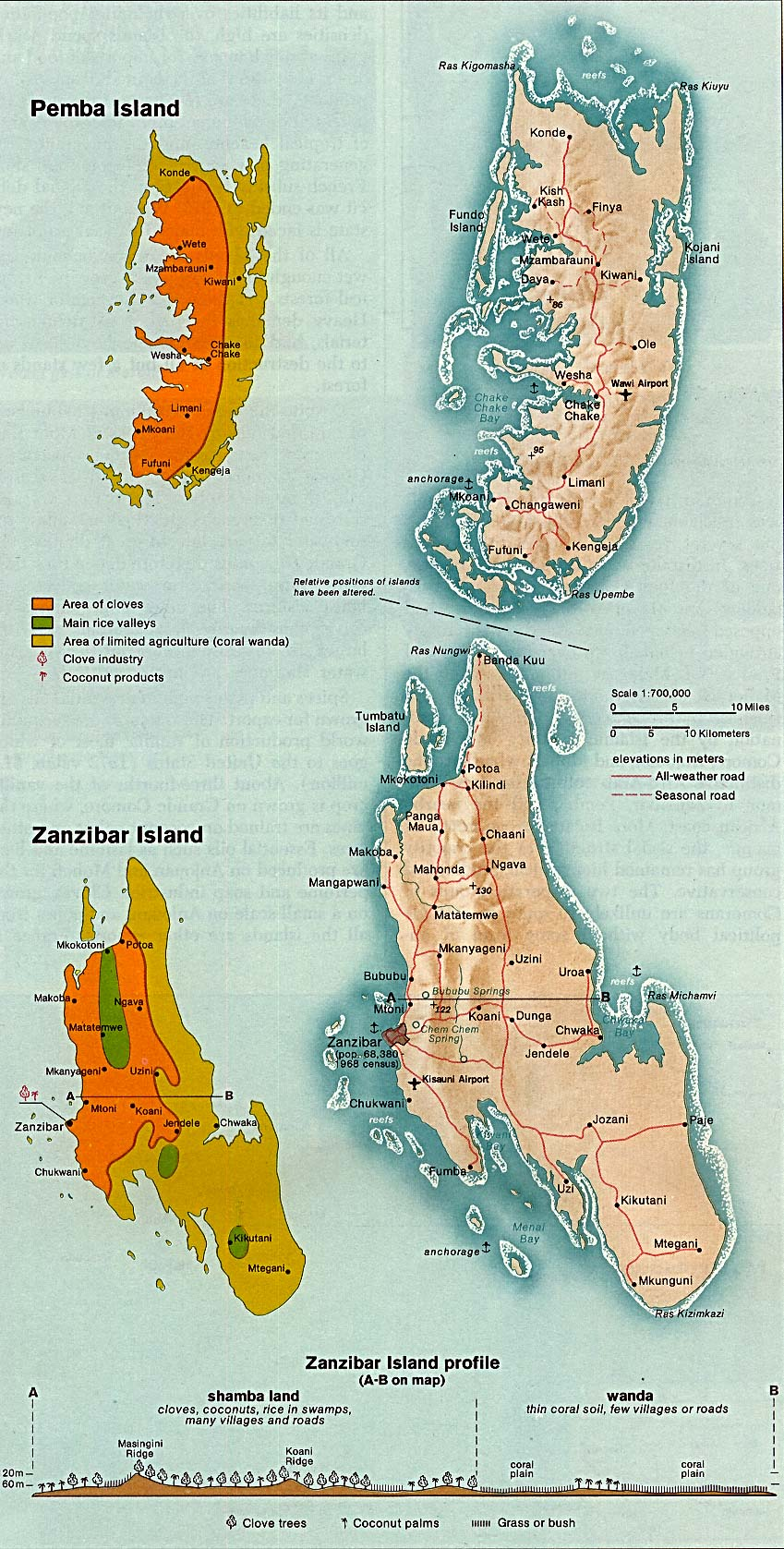
Isole di Pemba e Zanzibar (Unguja)

Tanzania
- Arcipelago delle Zanzibar
  - Isola di Zanzibar
    - Bawe
    - Prison Island (Changuu)
    - Chapwani
    - Chumbe
    - Daloni
    - Kwale
    - Miwi
    - Mnemba
    - Misali
    - Murogo
    - Mwana-wa-Mwana
    - Niamembe
    - Nyange
    - Pange
    - Popo
    - Pungume
    - Sume
    - Tele
    - Tumbatu
    - Ukanga
    - Ukombe
    - Uzi
    - Vundwe

  - Pemba
    - Fundo
    - Funzi
    - Jombe
    - Kojani
    - Kokota
    - Kwata
    - Makoongwe
    - Matumbi Makubwa
    - Matumbini
    - Misali
    - Mtangani
    - Njao
    - Panza
    - Shamiani
    - Uvinje

## Oceano Atlantico

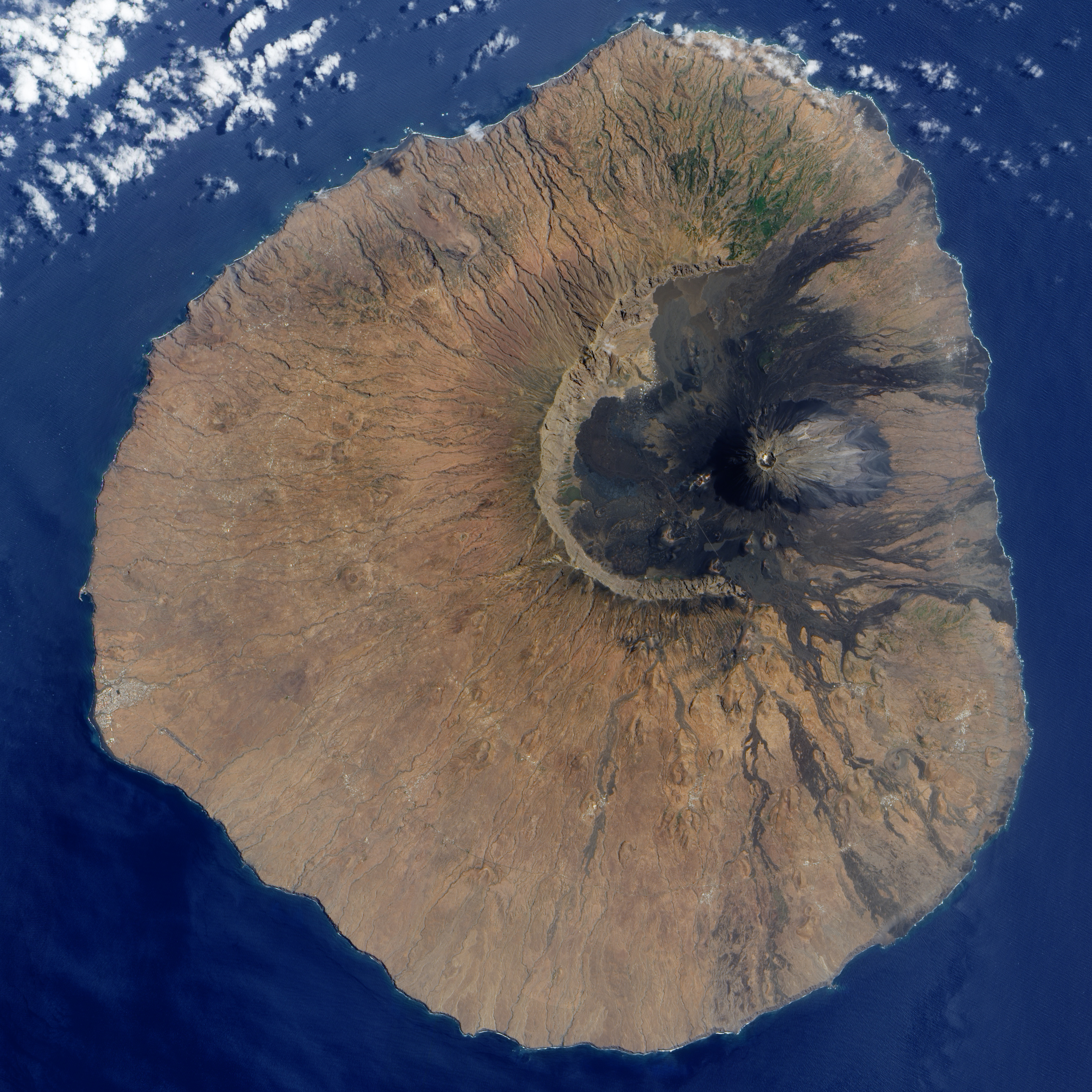
Vista aerea di Fogo, Capo Verde

### Capo Verde
Capo Verde
- Boa Vista
- Brava
- Fogo
- Maio
- Sal
- Santa Luzia
- Santo Antão
- São Nicolau
- Santiago
- São Vicente

### São Tomé e Príncipe

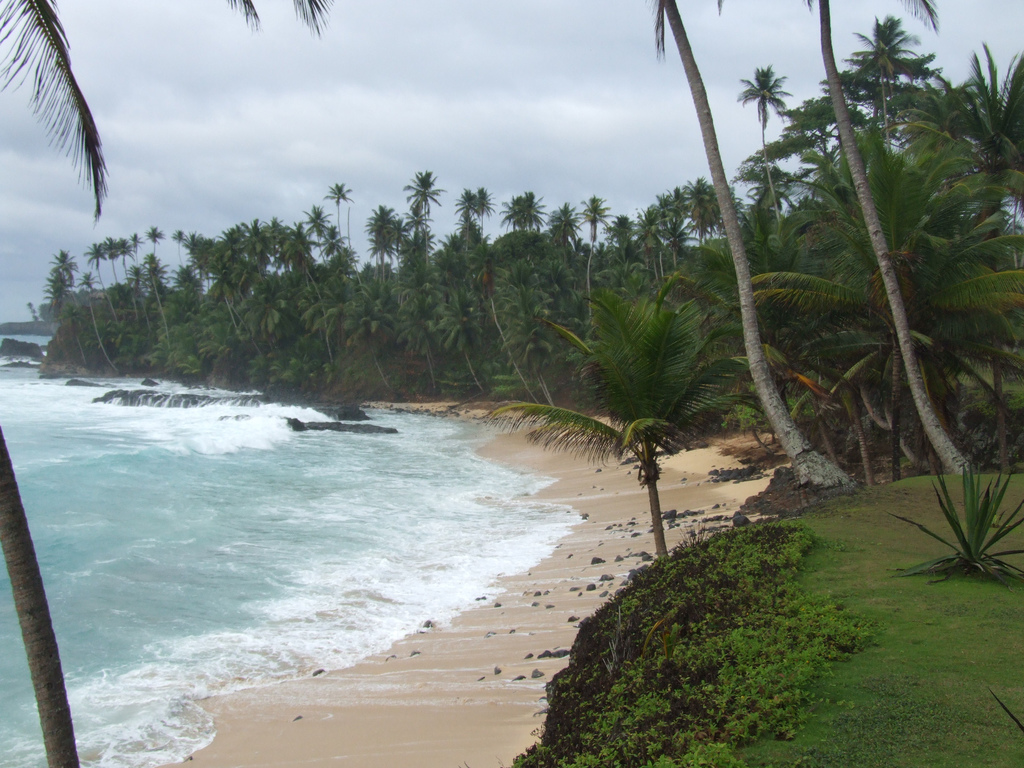
Spiaggia di Santo António, Ilhéu das Rolas, São Tomé e Príncipe

São Tomé e Príncipe
- Príncipe
- São Tomé Island
- Rolas

### Sudafrica
Sudafrica
- Isola Robben
- Isola Dassen

## Isole fluviali

### Gambia

#### Gambia
- Isole Baboon
- Isola James

### Nilo

#### Egitto
Egitto
- Agilkia
- Elefantina[1]
- Gezira
- Kitchener
- Roda
- Sehel
- Templi di File

## Isole lacustri

### Lago Vittoria

#### Kenya
Kenya
- Migingo

## Dipendenze e territori europei

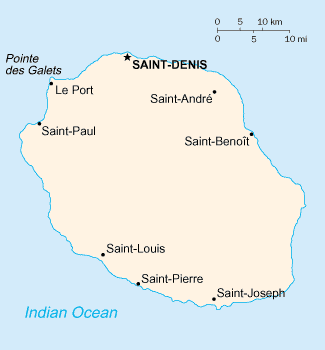
Isola de La Riunione

### Francia

#### Mayotte
Mayotte
- Grande-Terre
- Petite-Terre

#### La Riunione
La Riunione
- La Riunione

### Italia

#### Pelagie

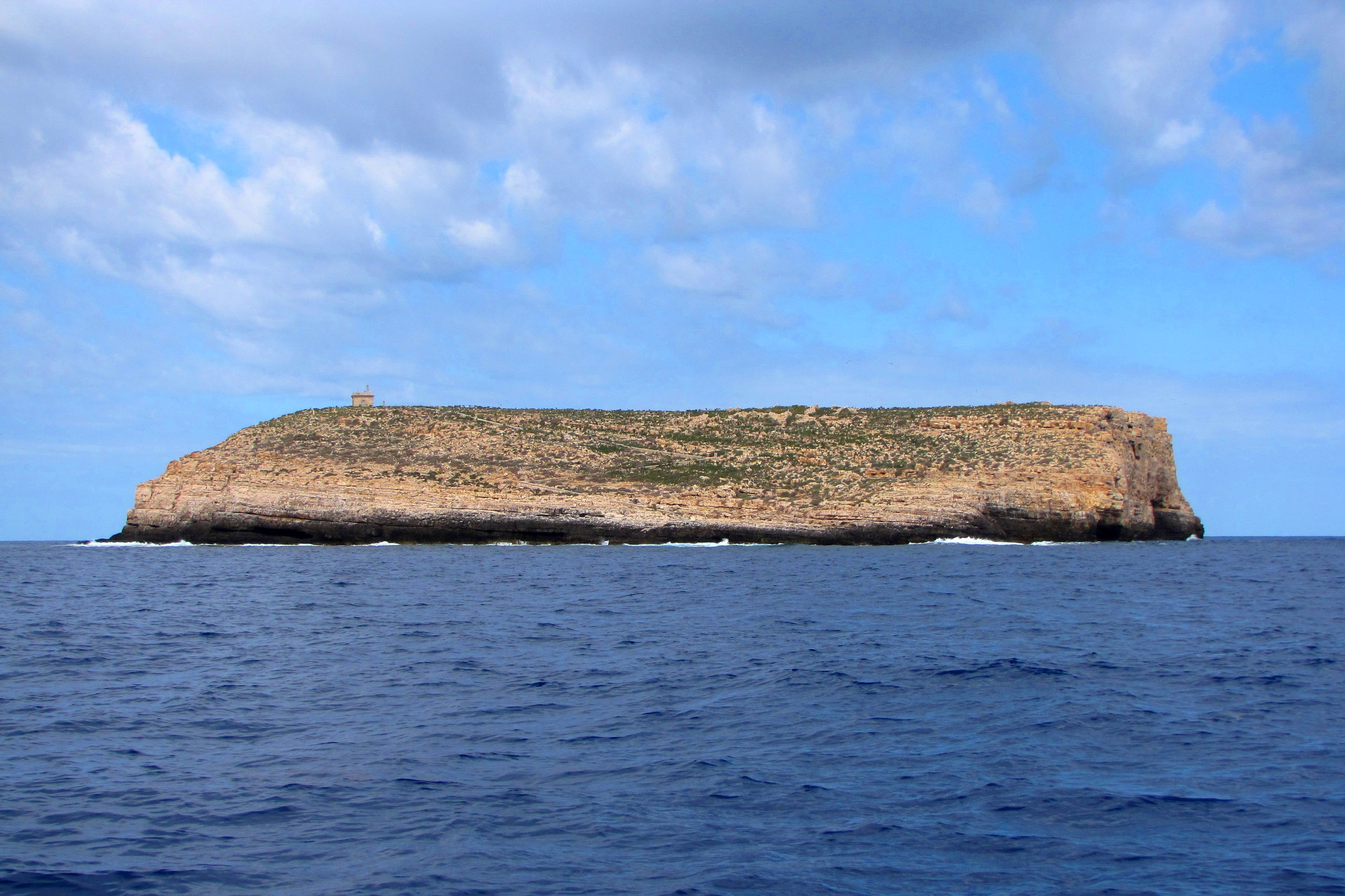
L'isolotto disabitato di Lampione

Sicilia
- Isole Pelagie
  - Lampedusa
  - Lampione

### Portogallo

#### Madera

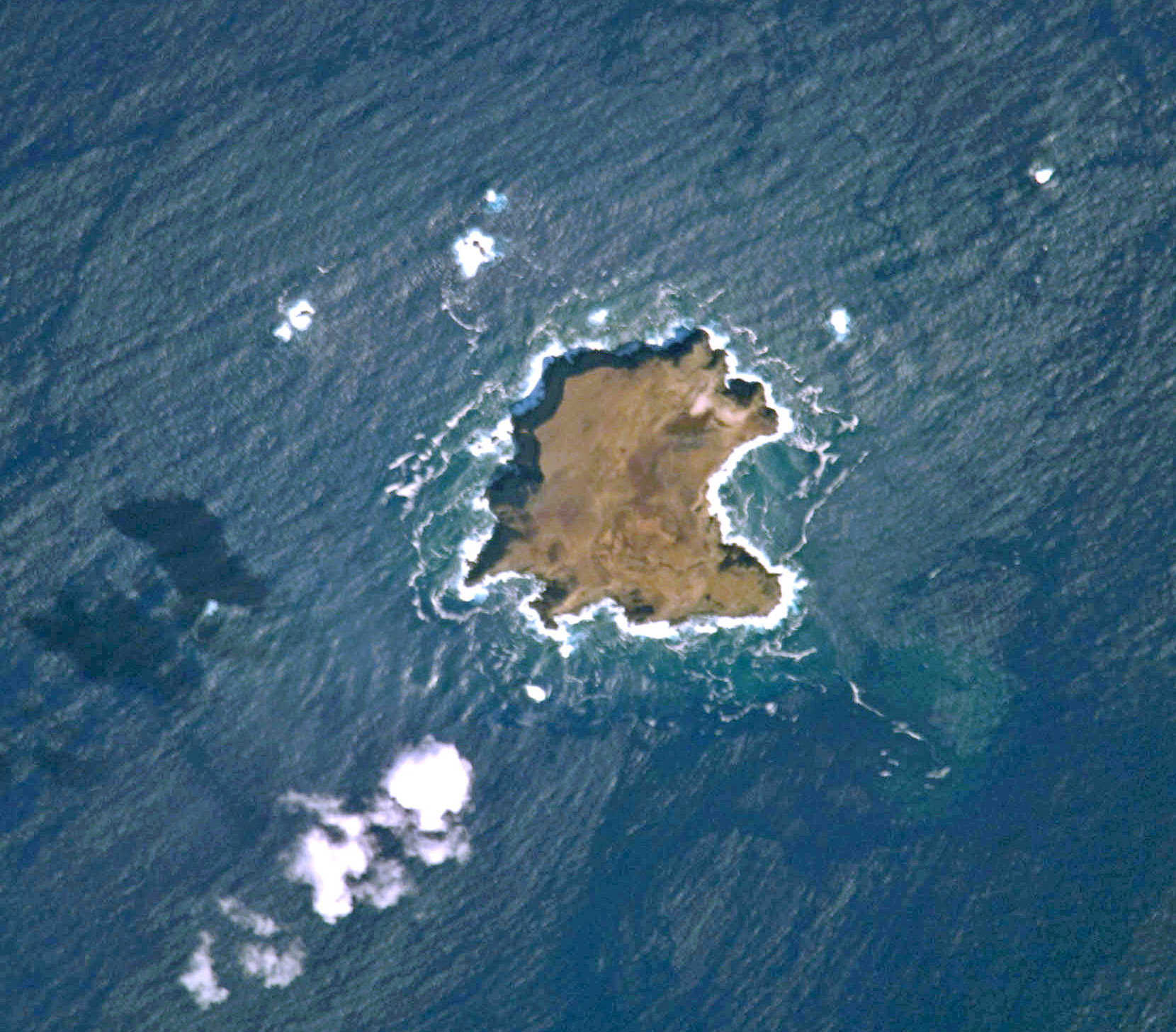
Fotografia aerea del gruppo di nord-est, inclusa Isola Selvaggia Grande

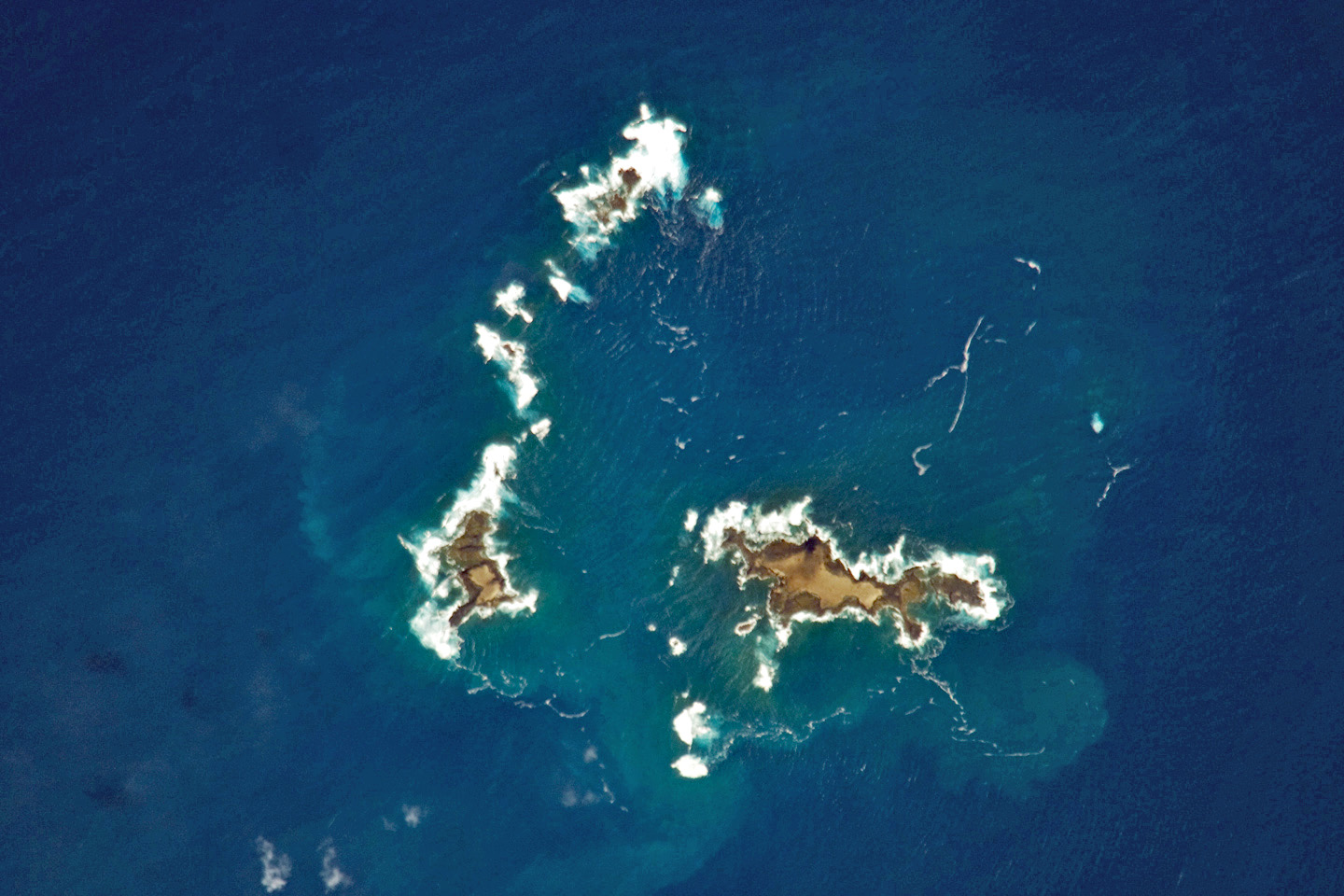
Fotografia aerea del gruppo sud-ovest, inclusa Isola Selvaggia Piccola

Madera
- Madera
- Porto Santo
- Isole Deserte
- Isole Selvagge
  - Isola Selvaggia Grande
  - Isola Selvaggia Piccola
  - Isolotto di Fora
  - Scogli

### Spagna

#### Canarie
Canarie
- Isole Canarie
  - El Hierro
  - Fuerteventura
  - Gran Canaria
  - La Gomera
  - La Palma
  - Lanzarote
  - Tenerife